# Laogai-Forschungsstiftung
Die Laogai Forschungsstiftung ist eine Menschenrechts-NGO mit Sitz in Washington, D.C., USA. Die Stiftung hat sich zum Ziel gesetzt, „Informationen über das umfangreiche Laogai-System der Zwangsarbeitslager in der Volksrepublik China zu sammeln und die Öffentlichkeit dafür zu sensibilisieren“.

## Geschichte
Die Stiftung wurde 1992 von Harry Wu, einem ehemaligen politischen Gefangenen in der Volksrepublik China, gegründet. Wu wurde 1937 in einer wohlhabenden Familie in Shanghai geboren. Während seines Studiums geriet er in Konflikt mit der Kommunistischen Partei Chinas und galt während der Anti-Rechts-Bewegung als konterrevolutionärer Rechtsradikaler.  Wu wurde 1960 verhaftet und in ein Laogai geschickt, wo er 19 Jahre später schließlich freigelassen wurde. Er emigrierte 1982 in die USA und begann damit, die systematischen Menschenrechtsverletzungen zu veröffentlichen, die dem chinesischen Volk durch die Kommunistische Partei Chinas zugefügt wurden. Zehn Jahre später gipfelte seine Arbeit in der Gründung der Laogai Forschungsstiftung.

## Derzeitige Arbeit

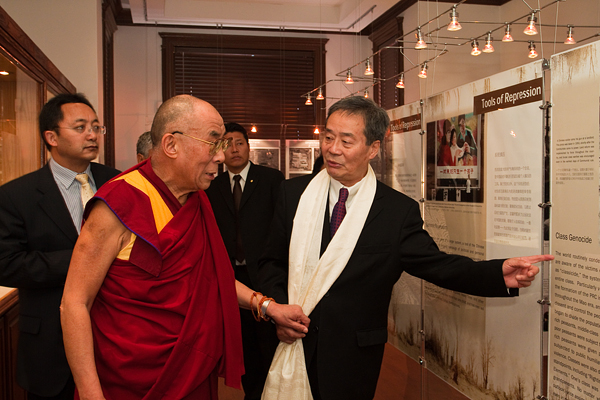
Harry Wu gibt dem Dalai Lama eine Tour des Laogai Museums im Oktober 2009.

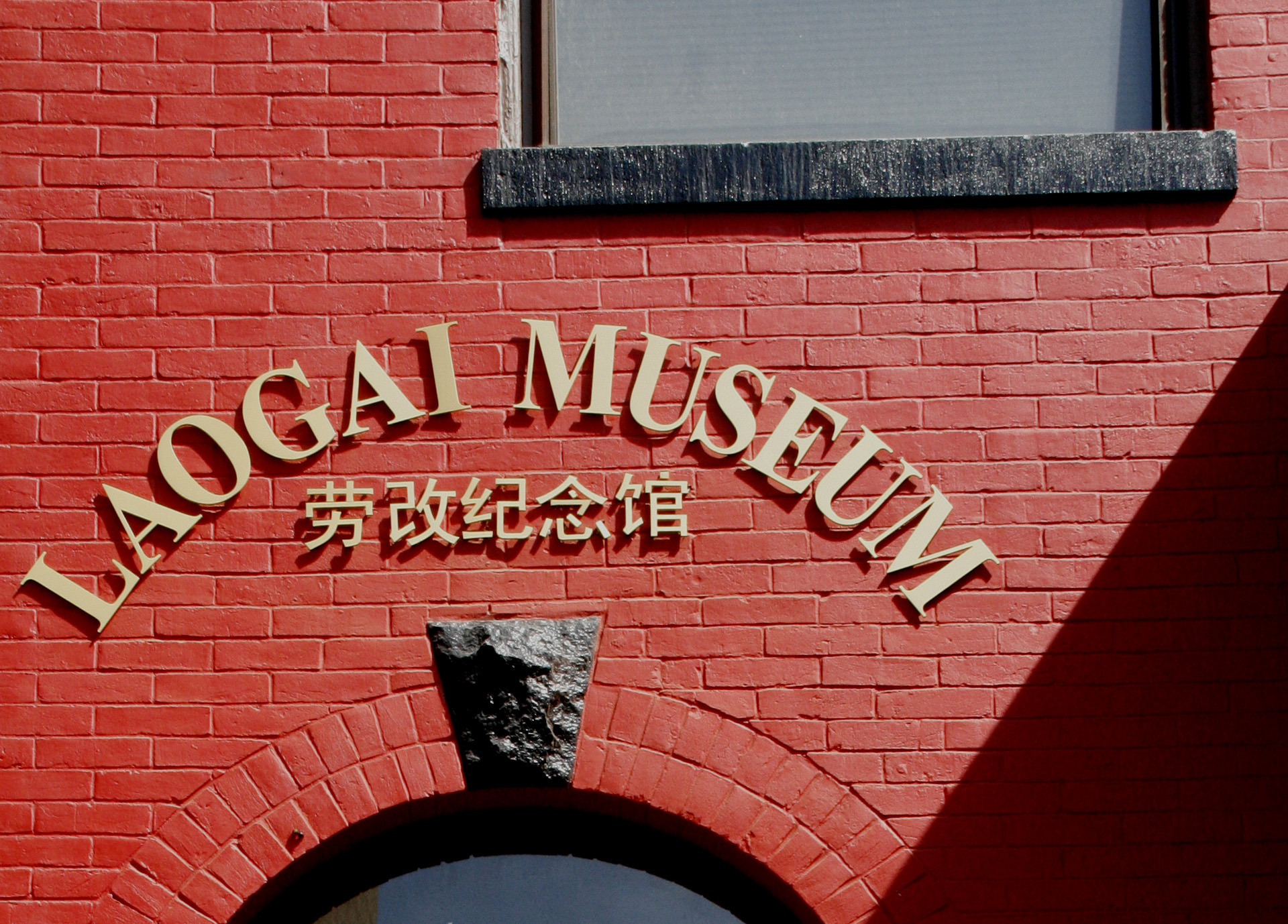
Das Laogai Museum in Washington DC wurde 2009 durch die Unterstützung des Yahoo! Menschenrechts-Fonds errichtet.

Die Stiftung veröffentlicht ein jährlich aktualisiertes Laogai-Handbuch, in dem alle bekannten Informationen über Laogai-Aktivitäten in China aufgelistet sind, einschließlich Standort, Größe, bekannte Insassen, hergestellte Produkte und andere Statistiken der einzelnen Lager. Die Stiftung erforscht zudem die Verbindungen amerikanischer Unternehmen zu den Lagern von Laogai. 1992 dokumentierte sie die umfangreiche Verwendung der in den Laogais hergestellten Produkte durch die Columbus McKinnon Chain Hoist Company, was der Präsident des Unternehmens auch vor dem Kongress bestätigte. Im Februar 2010 veröffentlichte die Stiftung einen Forschungsbericht, der belegte, dass China im Internet aktiv für Laogai-Produkte und -Dienstleistungen wirbt, sogar auf von der chinesischen Regierung geförderten Websites, obwohl der Export von Laogai-Produkten nach chinesischem Recht illegal ist. Der Import von Laogai-Produkten ist in den Vereinigten Staaten, Deutschland und Italien illegal. Ein weiteres Projekt der Stiftung ist „Laogai: Die Maschinerie der Repression in China“, ein Buch über die Geschichte des Laogai in China, das von der Direktorin der Stiftung Nicole Kempton herausgegeben und 2009 von Umbrage Editions veröffentlicht wurde. Andere Werke sind in chinesischer Sprache erschienen. Darüber hinaus unterhält die Laogai Forschungsstiftungzwei aktive Blogs, einen auf Englisch und einen auf Chinesisch; Nicole Kempton unterhält ihren eigenen Blog bei der Huffington Post. 2008 eröffnete die Stiftung das Laogai-Museum mit Hauptsitz der Stiftung in Washington. 2009 stattete Dalai Lama, als Teil eines Treffens mit Wu und Kempton, dem Museum einen Besuch ab. Im April 2011 beging die Stiftung die feierliche Eröffnung des vollständig renovierten Laogai-Museums am neuen Standort im Dupont Circle.
Obwohl sich die Stiftung insbesondere auf das Laogai konzentriert, hat sie auch andere Menschenrechtsverletzungen in China untersucht, darunter die Unterdrückung von Minderheiten in Tibet und Xinjiang, Chinas Ein-Kind-Politik, die Verfolgung von Falun Gong und Angehörigen der Charta 08 sowie die unfreiwillige Organentnahme von inhaftierten Häftlingen und Gewissensgefangenen für die Verwendung in der Organtransplantationsindustrie Chinas.
Die umfangreiche Archivsammlung der Stiftung, bestehend aus chinesischen und US-amerikanischen Regierungsdokumenten, persönlichen Zeugnissen Laogai-Überlebender und Video- und Pressedokumenten, ist seit Herbst 2010 online verfügbar.